# Élections locales britanniques de 2021
Les élections locales britanniques de 2021 ont lieu le 6 mai 2021 au Royaume-Uni pour renouveler 145 conseils locaux et 13 maires directement élus, dont celui de Londres. Les élections des 39 commissaires de police d'Angleterre et du pays de Galles, ainsi que celles des parlements écossais et gallois ont lieu le même jour. 
Initialement prévues pour le 7 mai 2020, elles sont reportées d'un an en raison de la pandémie de maladie à coronavirus 2019 et sont organisées en même temps que d'autres scrutins déjà prévus à cette date.

## Système électoral

### Districts métropolitains
Les 36 districts métropolitains sont des collectivités territoriales à un seul niveau. 33 d'entre eux renouvellent leurs conseils par tiers pendant trois années de suite pour des mandats de quatre ans. En raison de la pandémie, les élections prévues en mai 2020 ont été reportées en mai 2021. Exceptionnellement, le conseil de Salford est renouvelé en intégralité à la suite d'une modification des limites des circonscriptions.
Dans les trois autres districts, les conseillers sont élus en intégralité tous les quatre ans. Le conseil de Doncaster est renouvelé à la date prévue alors que l'élection de celui de Rotherham a été reportée d'un an. Pour ce qui est du conseil de Birmingham, élu en 2018, seules quatre élections partielles ont lieu.

### Comtés
Les comtés non métropolitains sont dirigés par des conseils élus pour un mandat de quatre ans. Les élections se tiennent à la date normale dans 21 comtés dont les conseils sont renouvelés en intégralité.

## Résultats

### Par parti

#### En Angleterre
| Parti                          | Conseillers | +/-           | Conseils | +/-           |
| ------------------------------ | ----------- | ------------- | -------- | ------------- |
| Parti conservateur             | 2345        | 235           | 63       | 13            |
| Parti travailliste             | 1345        | 326           | 44       | 8             |
| Libéraux-démocrates            | 586         | 7             | 7        | 1             |
| Parti vert                     | 151         | 88            | 0        | en stagnation |
| Mebyon Kernow                  | 5           | 1             | 0        | en stagnation |
| Reform UK                      | 2           | 2             | 0        | en stagnation |
| Parti libéral                  | 1           | 1             | 0        | en stagnation |
| UKIP                           | 0           | 48            | 0        | en stagnation |
| Independent Health Concern     | 0           | 2             | 0        | en stagnation |
| Indépendants                   | 255         | 39            | 0        | en stagnation |
| Residents' Association         | 42          | 5             | 0        | en stagnation |
| Autres                         | 3           | en stagnation | 0        | en stagnation |
| Conseils sans majorité absolue | -           | -             | 29       | 6             |

### Districts métropolitains
| District            | Sièges | Sièges | Majorité sortante | Majorité sortante       | Nouvelle majorité | Nouvelle majorité       |
| District            | En jeu | Total  | Majorité sortante | Majorité sortante       | Nouvelle majorité | Nouvelle majorité       |
| ------------------- | ------ | ------ | ----------------- | ----------------------- | ----------------- | ----------------------- |
| Barnsley            | 21     | 63     |                   | Parti travailliste      |                   | Parti travailliste      |
| Bolton              | 20     | 60     |                   | Pas de majorité absolue |                   | Pas de majorité absolue |
| Bradford            | 30     | 90     |                   | Parti travailliste      |                   | Parti travailliste      |
| Bury                | 17     | 51     |                   | Parti travailliste      |                   | Parti travailliste      |
| Calderdale          | 17     | 51     |                   | Parti travailliste      |                   | Parti travailliste      |
| Coventry            | 18     | 54     |                   | Parti travailliste      |                   | Parti travailliste      |
| Doncaster           | 55     | 55     |                   | Parti travailliste      |                   | Parti travailliste      |
| Dudley              | 24     | 72     |                   | Pas de majorité absolue |                   | Parti conservateur      |
| Gateshead           | 22     | 66     |                   | Parti travailliste      |                   | Parti travailliste      |
| Kirklees            | 23     | 69     |                   | Parti travailliste      |                   | Pas de majorité absolue |
| Knowsley            | 15     | 45     |                   | Parti travailliste      |                   | Parti travailliste      |
| Leeds               | 33     | 99     |                   | Parti travailliste      |                   | Parti travailliste      |
| Liverpool           | 30     | 90     |                   | Parti travailliste      |                   | Parti travailliste      |
| Manchester          | 32     | 96     |                   | Parti travailliste      |                   | Parti travailliste      |
| Newcastle upon Tyne | 26     | 78     |                   | Parti travailliste      |                   | Parti travailliste      |
| North Tyneside      | 20     | 60     |                   | Parti travailliste      |                   | Parti travailliste      |
| Oldham              | 20     | 60     |                   | Parti travailliste      |                   | Parti travailliste      |
| Rochdale            | 20     | 60     |                   | Parti travailliste      |                   | Parti travailliste      |
| Rotherham           | 59     | 59     |                   | Parti travailliste      |                   | Parti travailliste      |
| Salford             | 60     | 60     |                   | Parti travailliste      |                   | Parti travailliste      |
| Sandwell            | 24     | 72     |                   | Parti travailliste      |                   | Parti travailliste      |
| Sefton              | 22     | 66     |                   | Parti travailliste      |                   | Parti travailliste      |
| Sheffield           | 28     | 84     |                   | Parti travailliste      |                   | Pas de majorité absolue |
| Solihull            | 17     | 51     |                   | Parti conservateur      |                   | Parti conservateur      |
| South Tyneside      | 18     | 54     |                   | Parti travailliste      |                   | Parti travailliste      |
| Saint Helens        | 16     | 48     |                   | Parti travailliste      |                   | Parti travailliste      |
| Stockport           | 21     | 63     |                   | Pas de majorité absolue |                   | Pas de majorité absolue |
| Sunderland          | 25     | 75     |                   | Parti travailliste      |                   | Parti travailliste      |
| Tameside            | 19     | 57     |                   | Parti travailliste      |                   | Parti travailliste      |
| Trafford            | 21     | 63     |                   | Parti travailliste      |                   | Parti travailliste      |
| Wakefield           | 21     | 63     |                   | Parti travailliste      |                   | Parti travailliste      |
| Walsall             | 20     | 60     |                   | Parti conservateur      |                   | Parti conservateur      |
| Wigan               | 25     | 75     |                   | Parti travailliste      |                   | Parti travailliste      |
| Wirral              | 22     | 66     |                   | Pas de majorité absolue |                   | Pas de majorité absolue |
| Wolverhampton       | 20     | 60     |                   | Parti travailliste      |                   | Parti travailliste      |

### Comtés
| Comté             | Sièges | Majorité sortante | Majorité sortante       | Nouvelle majorité | Nouvelle majorité       |  |                    |  |                         |
| ----------------- | ------ | ----------------- | ----------------------- | ----------------- | ----------------------- |  | ------------------ |  | ----------------------- |
| Cambridgeshire    | 61     | Majorité sortante | Majorité sortante       | Nouvelle majorité | Nouvelle majorité       |  | Parti conservateur |  | Pas de majorité absolue |
| Derbyshire        | 64     |                   | Parti conservateur      |                   | Parti conservateur      |  |                    |  |                         |
| Devon             | 64     |                   | Parti conservateur      |                   | Parti conservateur      |  |                    |  |                         |
| Essex             | 75     |                   | Parti conservateur      |                   | Parti conservateur      |  |                    |  |                         |
| Gloucestershire   | 53     |                   | Parti conservateur      |                   | Parti conservateur      |  |                    |  |                         |
| Hampshire         | 78     |                   | Parti conservateur      |                   | Parti conservateur      |  |                    |  |                         |
| Hertfordshire     | 78     |                   | Parti conservateur      |                   | Parti conservateur      |  |                    |  |                         |
| Kent              | 81     |                   | Parti conservateur      |                   | Parti conservateur      |  |                    |  |                         |
| Lancashire        | 84     |                   | Parti conservateur      |                   | Parti conservateur      |  |                    |  |                         |
| Leicestershire    | 55     |                   | Parti conservateur      |                   | Parti conservateur      |  |                    |  |                         |
| Lincolnshire      | 70     |                   | Parti conservateur      |                   | Parti conservateur      |  |                    |  |                         |
| Norfolk           | 84     |                   | Parti conservateur      |                   | Parti conservateur      |  |                    |  |                         |
| Nottinghamshire   | 78     |                   | Pas de majorité absolue |                   | Parti conservateur      |  |                    |  |                         |
| Oxfordshire       | 63     |                   | Pas de majorité absolue |                   | Pas de majorité absolue |  |                    |  |                         |
| Staffordshire     | 62     |                   | Parti conservateur      |                   | Parti conservateur      |  |                    |  |                         |
| Suffolk           | 75     |                   | Parti conservateur      |                   | Parti conservateur      |  |                    |  |                         |
| Surrey            | 81     |                   | Parti conservateur      |                   | Parti conservateur      |  |                    |  |                         |
| Sussex de l'Est   | 50     |                   | Parti conservateur      |                   | Parti conservateur      |  |                    |  |                         |
| Sussex de l'Ouest | 70     |                   | Parti conservateur      |                   | Parti conservateur      |  |                    |  |                         |
| Warwickshire      | 57     |                   | Parti conservateur      |                   | Parti conservateur      |  |                    |  |                         |
| Worcestershire    | 57     |                   | Parti conservateur      |                   | Parti conservateur      |  |                    |  |                         |

## Autres résultats
Joanne Anderson est élue maire de Liverpool en mai 2021. Elle est la première femme à être maire de la ville et la première femme noire à être maire directement élue au Royaume-Uni.